# 2024-es labdarúgó-Európa-bajnokság (selejtező – E csoport)
A 2024-es labdarúgó-Európa-bajnokság selejtezőjének E csoportjának mérkőzéseit tartalmazó lapja.
A csoportban öt válogatott, Lengyelország, Csehország, Albánia, Feröer és Moldova szerepelt. A csapatok oda-visszavágós körmérkőzéses rendszerben mérkőztek egymással. Az első két helyezett kijutott az Európa-bajnokságra. A pótselejtező résztvevői a 2022–2023-as Nemzetek Ligájában elért eredmények alapján dőltek el.

## Tabella
| Hely. | Csapat        | M | Gy | D | V | G+ | G– | Gk  | P  | Továbbjutás                           |     | Albánia | Csehország | Lengyelország | Moldova | Feröer |
| ----- | ------------- | - | -- | - | - | -- | -- | --- | -- | ------------------------------------- | --- | ------- | ---------- | ------------- | ------- | ------ |
| 1.    | Albánia       | 8 | 4  | 3 | 1 | 12 | 4  | +8  | 15 | Kijutott a 2024-es Európa-bajnokságra |     | —       | 3–0        | 2–0           | 2–0     | 0–0    |
| 2.    | Csehország    | 8 | 4  | 3 | 1 | 12 | 6  | +6  | 15 | Kijutott a 2024-es Európa-bajnokságra |     | 1–1     | —          | 3–1           | 3–0     | 1–0    |
| 3.    | Lengyelország | 8 | 3  | 2 | 3 | 10 | 10 | 0   | 11 | Pótselejtezőre került                 |     | 1–0     | 1–1        | —             | 1–1     | 2–0    |
| 4.    | Moldova       | 8 | 2  | 4 | 2 | 7  | 10 | −3  | 10 |                                       |     | 1–1     | 0–0        | 3–2           | —       | 1–1    |
| 5.    | Feröer        | 8 | 0  | 2 | 6 | 2  | 13 | −11 | 2  |                                       | 1–3 | 0–3     | 0–2        | 0–1           | —       |        |

## Mérkőzések
A csoportok sorsolását 2022. október 9-én tartották Frankfurtban. A menetrendet az UEFA október 10-én tette közzé. Az időpontok közép-európai idő szerint, zárójelben helyi idő szerint értendők.
| 2023. március 24. 20:45 |

| Csehország                       | 3–1               | Lengyelország    |
| -------------------------------- | ----------------- | ---------------- |
| Krejčí 1' Čvančara 3' Kuchta 64' | (2–0) Jegyzőkönyv | D. Szymański 87' |

| Eden Arena, Prága Játékvezető: Anasztásziosz Szidirópulosz (görög) |

| 2023. március 24. 20:45 (21:45 UTC+2) |

| Moldova                   | 1–1               | Feröer        |
| ------------------------- | ----------------- | ------------- |
| Nicolaescu 87' (11-esből) | (0–1) Jegyzőkönyv | Mikkelsen 27' |

| Zimbru Stadion, Chișinău Játékvezető: Nick Walsh (skót) |

| 2023. március 27. 20:45 (21:45 UTC+3) |

| Moldova | 0–0         | Csehország |
| ------- | ----------- | ---------- |
|         | Jegyzőkönyv |            |

| Zimbru Stadion, Chișinău Játékvezető: Daniel Schlager (német) |

| 2023. március 27. 20:45 |

| Lengyelország | 1–0               | Albánia |
| ------------- | ----------------- | ------- |
| Świderski 41' | (1–0) Jegyzőkönyv |         |

| Nemzeti Stadion, Varsó Játékvezető: Slavko Vinčić (szlovén) |

| 2023. június 17. 20:45 |

| Albánia               | 2–0               | Moldova |
| --------------------- | ----------------- | ------- |
| Asani 52' Bajrami 76' | (0–0) Jegyzőkönyv |         |

| Arena Kombëtare, Tirana Játékvezető: Dennis Higler (holland) |

| 2023. június 17. 20:45 (19:45 UTC+1) |

| Feröer | 0–3               | Csehország               |
| ------ | ----------------- | ------------------------ |
|        | (0–2) Jegyzőkönyv | Krejčí 15' Černý 44' 75' |

| Tórsvøllur Stadion, Tórshavn Játékvezető: Arda Kardeşler (török) |

| 2023. június 20. 20:45 (19:45 UTC+1) |

| Feröer     | 1–3               | Albánia                            |
| ---------- | ----------------- | ---------------------------------- |
| Færø 45+1' | (1–1) Jegyzőkönyv | Bajrami 20' Asllani 51' Muçi 90+1' |

| Tórsvøllur Stadion, Tórshavn Játékvezető: Chrysovalantis Theouli (ciprusi) |

| 2023. június 20. 20:45 (21:45 UTC+3) |

| Moldova                        | 3–2               | Lengyelország             |
| ------------------------------ | ----------------- | ------------------------- |
| Nicolaescu 48' 79' Baboglo 85' | (0–2) Jegyzőkönyv | Milik 12' Lewandowski 34' |

| Stadionul Zimbru, Chișinău Játékvezető: Filip Glova (szlovák) |

| 2023. szeptember 7. 20:45 |

| Csehország | 1–1               | Albánia     |
| ---------- | ----------------- | ----------- |
| Černý 56'  | (0–0) Jegyzőkönyv | Bajrami 66' |

| Fortuna Aréna, Prága Játékvezető: Anthony Taylor (angol) |

| 2023. szeptember 7. 20:45 |

| Lengyelország                  | 2–0               | Feröer |
| ------------------------------ | ----------------- | ------ |
| Lewandowski 73' (11-esből) 83' | (0–0) Jegyzőkönyv |        |

| Nemzeti Stadion, Varsó Játékvezető: David Šmajc (szlovén) |

| 2023. szeptember 10. 18:00 (17:00 UTC+1) |

| Feröer | 0–1               | Moldova  |
| ------ | ----------------- | -------- |
|        | (0–0) Jegyzőkönyv | Rață 53' |

| Tórsvøllur Stadion, Tórshavn Játékvezető: Vassilios Fotias (görög) |

| 2023. szeptember 10. 20:45 |

| Albánia            | 2–0               | Lengyelország |
| ------------------ | ----------------- | ------------- |
| Asani 37' Daku 62' | (1–0) Jegyzőkönyv |               |

| Arena Kombëtare, Tirana Játékvezető: José María Sánchez Martínez (spanyol) |

| 2023. október 12. 20:45 |

| Albánia                 | 3–0               | Csehország |
| ----------------------- | ----------------- | ---------- |
| Asani 9' Seferi 51' 73' | (1–0) Jegyzőkönyv |            |

| Arena Kombëtare, Tirana Játékvezető: Danny Makkelie (holland) |

| 2023. október 12. 20:45 (19:45 UTC+1) |

| Feröer | 0–2               | Lengyelország             |
| ------ | ----------------- | ------------------------- |
|        | (0–1) Jegyzőkönyv | S. Szymański 4' Buksa 65' |

| Tórsvøllur Stadion, Tórshavn Játékvezető: Allard Lindhout (holland) |

| 2023. október 15. 18:00 |

| Csehország            | 1–0               | Feröer |
| --------------------- | ----------------- | ------ |
| Souček 76' (11-esből) | (0–0) Jegyzőkönyv |        |

| Štruncovy sady Stadion, Plzeň Játékvezető: Rohit Saggi (norvég) |

| 2023. október 15. 20:45 |

| Lengyelország | 1–1               | Moldova        |
| ------------- | ----------------- | -------------- |
| Świderski 53' | (0–1) Jegyzőkönyv | Nicolaescu 26' |

| Nemzeti Stadion, Varsó Játékvezető: Artur Soares Dias (portugál) |

| 2023. november 17. 20:45 (21:45 UTC+2) |

| Moldova     | 1–1               | Albánia                   |
| ----------- | ----------------- | ------------------------- |
| Baboglo 87' | (0–1) Jegyzőkönyv | Cikalleshi 25' (11-esből) |

| Zimbru Stadion, Chișinău Játékvezető: William Collum (skót) |

| 2023. november 17. 20:45 |

| Lengyelország  | 1–1               | Csehország |
| -------------- | ----------------- | ---------- |
| Piotrowski 38' | (1–0) Jegyzőkönyv | Souček 49' |

| Nemzeti Stadion, Varsó Játékvezető: Daniele Orsato (olasz) |

| 2023. november 20. 20:45 |

| Albánia | 0–0         | Feröer |
| ------- | ----------- | ------ |
|         | Jegyzőkönyv |        |

| Arena Kombëtare, Tirana Játékvezető: Sven Jablonski (német) |

| 2023. november 20. 20:45 |

| Csehország                       | 3–0               | Moldova |
| -------------------------------- | ----------------- | ------- |
| Douděra 14' Chorý 72' Souček 90' | (1–0) Jegyzőkönyv |         |

| Andrův stadion, Olomouc Játékvezető: Sandro Schärer (svájci) |